# 3997 Taga
3997 Taga è un asteroide della fascia principale. Scoperto nel 1988, presenta un'orbita caratterizzata da un semiasse maggiore pari a 2,4246682 UA e da un'eccentricità di 0,1722636, inclinata di 3,62412° rispetto all'eclittica.